# Benny Snell Jr.
Benjamin Snell Jr. (Columbus, 26 febbraio 1998) è un giocatore di football americano statunitense che milita nel ruolo di running back per i Pittsburgh Steelers della National Football League (NFL).

## Carriera

### Pittsburgh Steelers
Snell fu scelto nel corso del quarto giro (122º assoluto) del Draft NFL 2019 dai Pittsburgh Steelers. Debuttò come professionista nella gara del primo turno contro i New England Patriots senza tentare alcuna corsa. La prima in carriera fu la settimana successiva contro i Seattle Seahawks correndo per 23 yard. Nella settimana 13 contro i Cleveland Browns corse 63 yard e segnò il suo primo touchdown nella vittoria per 20–13. Nell'ultimo turno contro i Baltimore Ravens corse 91 yard e un touchdown nella sconfitta per 28–10. La sua stagione da rookie si concluse con 426 yard corse e 2 touchdown in 13 presenze, di cui 2 come titolare.
Nella prima giornata della stagione 2020 Snell partì come titolare al posto dell'infortunato James Conner rispondendo con 113 yard corse nella vittoria sui New York Giants.